# 沐瞳科技
上海沐瞳科技有限公司（Moonton Games）是一家中华人民共和国视频游戏开发商和電子遊戲發行商，它是字节跳动旗下的子公司，总部位于中国上海市。該公司於2016年7月发布多人在线战斗竞技场游戏國際服 無盡對決 和 2025年1月23日在中國大陸服上架的 決勝巔峰 

## 历史
沐瞳科技成立于2014年1月。該公司的创始团队三人及公司七成员工均有腾讯背景。 
沐瞳科技的第一款游戏《Magic Rush: Heroes》于2015年4月6日发布。 
2016年，沐瞳科技發佈遊戲《無盡對決》。
拳头游戏起訴無盡對決侵犯了英雄联盟的知识产权，并要求Google以及蘋果公司将游戏从Google Play和App Store (iOS/iPadOS)下架。 不過拳头游戏提起的訴訟被美国加利福尼亚中区联邦地区法院驳回。
拳头游戏的母公司腾讯随后在上海市第一中级人民法院对前腾讯员工、沐瞳科技創始人徐振华以违反競業條款為由提起单独诉讼。 2018年7月，腾讯勝訴。徐振华被判向腾讯赔付1940万余元人民幣。 2020年，沐瞳科技反訴腾讯，要求腾讯停止用无尽对决为騰訊的产品引流。
2020年，沐瞳科技發佈了57款休闲游戏，但市場反應平淡。
2021年3月22日，字节跳动通過子公司北京游逸科技有限公司收购了沐瞳科技。
2021年10月，沐瞳科技完成游戏《决胜巅峰》内测。2025年1月23日在中國大陸地區公側完成決勝巔峰在安卓 /ios /pc端公測。